# Geranomyia pallidapex
Geranomyia pallidapex är en tvåvingeart som först beskrevs av Alexander 1946.  Geranomyia pallidapex ingår i släktet Geranomyia och familjen småharkrankar. Inga underarter finns listade i Catalogue of Life.